# Lecanora neosonorensis
Lecanora neosonorensis är en lavart som beskrevs av Lumbsch & T. H. Nash. Lecanora neosonorensis ingår i släktet Lecanora och familjen Lecanoraceae.   Inga underarter finns listade i Catalogue of Life.